# Maria Overbeck-Larisch
Maria Overbeck-Larisch, född 1947 i Tyskland, är en professor i matematik. Hon disputerade i matematik 1973 vid Rheinische Friedrich-Wilhelms-Universität i Bonn
Mellan 2004 och 2010 var Overbeck-Larisch ordförande (närmast motsvarande rektor) för Hochschule Darmstadt.